# ESC
ESC може означати:

### Мистецтво та розваги
- Пісенний конкурс Євробачення, щорічний міжнародний пісенний конкурс
- Британський гурт «Електрик Свінг Цирк»
- Канал екстремальних видів спорту, телеканал

### Наука та розробки

#### Комп'ютери
- Клавіша Esc на клавіатурі
- Символ керування в наборі керівних кодів C0
- Ескейп-послідовність
- Розширена статична перевірка

#### Концепції та технології
- Домовленість про підсумовування Ейнштейна
- Електронне керування швидкістю
- Електронний контроль стійкості
- Ембріональні стовбурова клітина
- Розтріскування від екологічних напружень

### Організації
- Рада з електробезпеки, тепер Electrical Safety First, британська благодійна організація
- Європейське кардіологічне товариство
- Європейське товариство кримінології

### Освіта
- Ecole Supérieure de Commerce, тип французької бізнес-школи
- Едісонський державний коледж, тепер Флоридський Південно-Західний державний коледж
- Емпайр-Стейт-Коледж Державного університету Нью-Йорка
- English Subject Centre, британська освітня організація з викладання англійською мовою
- Європейська школа, Калхем, Оксфордшир, Англія
- Європейський центр солідарності, музей і бібліотека в Гданську, Польща
- Європейський корпус солідарності, волонтерська програма Європейської комісії
- Європейський космічний табір
- Науковий центр Айрінга, наукова будівля в Університеті Бригама Янга в Прово, штат Юта, США

### Урядування та політика
- Конференція з екологічних досліджень, Палата представників США
- Економічна та Соціальна Рада (Ліга арабських держав)
- Європейська соціальна хартія
- Комісія з основних послуг (Вікторія)
- Комісія з питань основних послуг Південної Австралії

### Змагання
- Ekenäs Sport Club, футбольний клуб у Фінляндії
- Клуб вболівальників «Емпайр» — фан-клуб команди «Нью-Йорк Ред Буллз».
- Справедливий контроль ударів у гольфі
- Кубок Ессекса серед сеніорів — англійські футбольні змагання
- Ковзанський клуб Ессекса, Нью-Джерсі
- Європейська стрілецька конфедерація

### Інше використання
- Еск, Аеск або Оіск Кентський, король Кенту, 474–516 рр. н. е.
- Аеропорт округу Дельта, Есканаба, Мічиган, за кодом IATA
- Центр електронних систем, колишній центр розробки продукції ВПС США
- Сертифікат енергозбереження – документ, що засвідчує певне зниження споживання енергії
- Командування експедиційного забезпечення
- Guggenmos ESC, німецький дельтаплан